# Goðafjall
Goðafjall är ett berg i republiken Island. Det ligger i regionen Austurland, 250 km öster om huvudstaden Reykjavík. Toppen på Goðafjall är 575 meter över havet.
Det finns inga samhällen i närheten. Trakten runt Goðafjall består i huvudsak av gräsmarker.